# Achnanthes aapajaervensis
Achnanthes aapajaervensis – gatunek okrzemek występujących w wodach słodkich. 
Gatunek słodkowodny. Element fitoplanktonu. Występuje rzadko w fińskiej Laponii (miejsce typowe to jezioro Aapajärvi). Ze względu na podobieństwo do Achnanthidium pyrenaicum przez niektórych uważany był za jego mniejszą odmianę (pod nazwą Achnanthes biasolettiana var. aapajärvensis).